# (199742) 2006 JD
(199742) 2006 JD — астероїд головного поясу, відкритий 1 травня 2006 року.
Тіссеранів параметр щодо Юпітера — 3,207.